# Comesperma acerosum
Comesperma acerosum är en jungfrulinsväxtart som beskrevs av Joachim Steetz. Comesperma acerosum ingår i släktet Comesperma och familjen jungfrulinsväxter. Inga underarter finns listade i Catalogue of Life.